# Neobisium vjetrenicae
Espèce
Neobisium vjetrenicae est une espèce de pseudoscorpions de la famille des Neobisiidae.

## Distribution
Cette espèce est endémique de Bosnie-Herzégovine. Elle se rencontre dans la grotte Pećina Vjetrenica.

## Publication originale
- Hadži, 1932 : Prilog poznavanju pecinske faune Vjetrenice. Glasnik Srpske Akademije Nauka, vol. 151, p. 101-157.